# Gordon S. Clinton
Pour les articles homonymes, voir Clinton.
Gordon S. Clinton (né le 13 avril 1920, mort le 19 novembre 2011) est un homme politique américain, qui a été le 43e maire de Seattle en effectuant deux mandats entre 1956 et 1964. Il était républicain.
Il a mis en place en 1963 une commission (« Seattle Human Rights Commission ») destinée à promouvoir l'égalité entre les résidents de Seattle.